# Tortillera (manzana)
Tortillera es el nombre de una variedad cultivar de manzano (Malus domestica). Esta manzana está cultivada en diversos viveros entre ellos algunos dedicados a conservación de árboles frutales en peligro de desaparición. Esta manzana es originaria de la  Provincia de Ávila  concretamente en la comarca de El Barco de Ávila y Valle del río Tormes, donde tuvo su mejor época de cultivo comercial en la década de 1960, y actualmente en menor medida aún se encuentra.

## Sinónimos
- "Manzana Tortillera",[5]
- "Tortillera de El Barco de Ávila",[7][8]

## Historia
'Tortillera' es una variedad de la Provincia de Ávila en la comarca de El Barco de Ávila y Valle del río Tormes. El cultivo del manzano en Ávila en superficies importantes se remonta a principios del siglo XX. Las plantaciones originales se realizaron con variedades indígenas ('Normanda', 'García' y otras), posteriormente se dio paso a otras variedades como la 'Reineta del Canadá' que es la más abundante actualmente en el 2020.
'Tortillera' está considerada incluida en las variedades locales autóctonas muy antiguas, cuyo cultivo se centraba en comarcas muy definidas. Se caracterizaban por su buena adaptación a sus ecosistemas y podrían tener interés genético en virtud de su adaptación. Se encontraban diseminadas por todas las regiones fruteras españolas, aunque eran especialmente frecuentes en la España húmeda. Estas se podían clasificar en dos subgrupos: de mesa y de sidra (aunque algunas tenían aptitud mixta).
'Tortillera' es una variedad clasificada como de mesa, difundido su cultivo en el pasado por los viveros comerciales y cuyo cultivo en la actualidad se ha reducido a huertos familiares y jardines privados.

## Características
El manzano de la variedad 'Tortillera' tiene un vigor Medio; florece a inicios de mayo; tubo del cáliz estrecho y alargado, y con los estambres situados bajos.
La variedad de manzana 'Tortillera' tiene un fruto de tamaño pequeño; forma cónica, generalmente más alta que ancha, siendo voluminosa desde la mitad hacia su base, y con contorno irregular; piel Semi-brillante; con color de fondo verdoso, sobre color bajo, siendo el color del sobre color rosa, siendo su reparto en chapa continua, la chapa levísimamente cobriza o un poco rosada, acusa lenticelas abundantes pequeño, ruginoso, aureolado de blanco, en conjunto da la sensación de burbujitas, y una sensibilidad al "russeting" (pardeamiento áspero superficial que presentan algunas variedades) muy débil; pedúnculo corto, rozando el borde o sobrepasando un poco por encima de él, curvado en la parte extrema superior, leñoso y recubierto de lanosidad, siendo la anchura de la cavidad peduncular amplia, y la profundidad de la cavidad pedúncular medianamente profunda, borde levemente ondulado, con el fondo ruginoso, y con importancia del "russeting" en cavidad peduncular medio; anchura de la cavidad calicina estrecha, profundidad de la cav. calicina casi superficial, y con importancia del "russeting" en cavidad calicina ausente; ojo pequeño, cerrado; sépalos compactos en la base, erguidos y con las puntas vueltas hacia fuera, verdosos y con pruina grisácea.
Carne de color blanco-crema, con algún punto o fibra verdosa; textura semi-dura, fundente; sabor característico de la variedad, dulzón, un poco empalagoso; corazón pequeño, bulbiforme, enmarcado delimitadamente por líneas de intenso color verdoso. Eje abierto o entreabierto. Celdas arriñonadas, cartilaginosas. Semillas largas y aplanadas de un lado.
La manzana 'Tortillera' tiene una época de maduración y recolección tardía en el otoño, se recolecta desde mediados de septiembre hasta principios de octubre. Se usa como manzana de mesa fresca.